# Esperanza condicional
En teoría de la probabilidad, una esperanza condicional de una variable aleatoria (también conocido como valor esperado condicional o media condicional) es el valor esperado de dicha variable respecto a una distribución de probabilidad condicional.
El concepto de esperanza condicional es extremadamente importante en la teoría de la medida de Andréi Kolmogórov -medida teórica definición de la teoría de probabilidades. De hecho, el propio concepto de probabilidad condicional es en realidad definida en términos de esperanza condicional. En el caso de una variable aleatoria se define sobre un espacio de probabilidad discreto las "condiciones" se toman sobre una partición de dicho espacio de probabilidad. Esta definición se puede generalizar a cualquier espacio de probabilidad mediante la teoría de la medida.

## Introducción
Sean X e Y dos variables aleatorias discretas, a continuación, la expectativa condicional de X dado el caso Y = y es una función de y sobre el rango de Y

{\displaystyle \mathbb {E} (X|Y=y)=\sum _{x\in {\mathcal {X}}}x\ \operatorname {P} (X=x|Y=y)=\sum _{x\in {\mathcal {X}}}x{\frac {\operatorname {P} (X=x,Y=y)}{\operatorname {P} (Y=y)}}}

donde {\displaystyle {\mathcal {X}}} es el rango de X. Si ahora X es una variable aleatoria continua , mientras que Y sigue siendo una variable discreta, la expectativa condicional es:

{\displaystyle \mathbb {E} (X|Y=y)=\int _{\mathcal {X}}xf_{X|Y}(x|Y=y)\ {\text{d}}x=\int _{\mathcal {X}}x{\frac {f_{(X,Y)}(x,y)}{f_{Y}(y)}}\ {\text{d}}x}

donde {\displaystyle f_{X|Y}(\,\cdot \,|Y=y)} es la densidad condicional de {\displaystyle X} dado {\displaystyle Y=y}. Un problema surge cuando Y es continua. En este caso, la probabilidad P (Y = y) = 0, y la paradoja de Borel-Kolmogorov demuestra la ambigüedad de intentar definir probabilidad condicional a lo largo de estas líneas. Sin embargo, la expresión anterior puede ser reorganizada:

{\displaystyle \mathbb {E} (X|Y=y)\operatorname {P} (Y=y)=\sum _{x\in {\mathcal {X}}}x\ \operatorname {P} (X=x,Y=y),}

y aunque esto es trivial para valores individuales de y (ya que ambos lados son iguales a cero), se debe mantener para cualquier subconjunto medible B del dominio de Y que:

{\displaystyle \int _{B}\mathbb {E} (X|Y=y)\operatorname {P} (Y=y)\ \operatorname {d} y=\int _{B}\sum _{x\in {\mathcal {X}}}x\ \operatorname {P} (X=x,Y=y)\ \operatorname {d} y.}

De hecho, esta es una condición suficiente para definir tanto la expectativa condicional y probabilidad condicional.

## Definición formal
Sean:
- {\displaystyle (\Omega ,{\mathcal {F}},P)} un espacio de probabilidad,
- {\displaystyle X\colon \Omega \to \mathbb {R} ^{n}} una variable aleatoria en dicho espacio de probabilidad con esperanza finita, es decir, {\displaystyle E[|X|]<\infty }, y
- {\displaystyle {\mathcal {H}}\subseteq {\mathcal {F}}} una sub-{\displaystyle \sigma }-álgebra de {\displaystyle {\mathcal {F}}}.

Como {\displaystyle {\mathcal {H}}} es una sub {\displaystyle \sigma }-álgebra de {\displaystyle {\mathcal {F}}}, la función {\displaystyle X\colon \Omega \to \mathbb {R} ^{n}} no es, en general, {\displaystyle {\mathcal {H}}}-medible, por lo que no puede asumirse la existencia de integrales de la forma {\textstyle \int _{H}X\,dP|_{\mathcal {H}}}, donde {\displaystyle H\in {\mathcal {H}}} y {\displaystyle P|_{\mathcal {H}}} es la restricción de {\displaystyle P} a {\displaystyle {\mathcal {H}}}. Sin embargo, los promedios locales {\textstyle \int _{H}X\,dP} pueden recuperarse en {\displaystyle (\Omega ,{\mathcal {H}},P|_{\mathcal {H}})} gracias al concepto de esperanza condicionada. Una esperanza condicionada de X dado {\displaystyle {\mathcal {H}}}, denotada por {\displaystyle \operatorname {E} (X\mid {\mathcal {H}})}, es cualquier función {\displaystyle {\mathcal {H}}}-medible {\displaystyle \Omega \to \mathbb {R} ^{n}} que satisfaga
{\displaystyle \int _{H}\operatorname {E} (X\mid {\mathcal {H}})\,\mathrm {d} P=\int _{H}X\,\mathrm {d} P}
para todo {\displaystyle H\in {\mathcal {H}}}.
La existencia de {\displaystyle \operatorname {E} (X\mid {\mathcal {H}})} puede demostrarse observando que {\textstyle \mu ^{X}\colon F\mapsto \int _{F}X\,\mathrm {d} P} for {\displaystyle F\in {\mathcal {F}}} es una medida finita en {\displaystyle (\Omega ,{\mathcal {F}})} que es absolutamente continua respecto a {\displaystyle P}.  Sea {\displaystyle h} la inyección natural de {\displaystyle {\mathcal {H}}} a {\displaystyle {\mathcal {F}}}; entonces {\displaystyle \mu ^{X}\circ h=\mu ^{X}|_{\mathcal {H}}} es la restricción de {\displaystyle \mu ^{X}} a {\displaystyle {\mathcal {H}}} y {\displaystyle P\circ h=P|_{\mathcal {H}}} es la restricción de {\displaystyle P} a {\displaystyle {\mathcal {H}}}.  Además, {\displaystyle \mu ^{X}\circ h} es absolutamente continua respecto a {\displaystyle P\circ h}, puesto que la condición
{\displaystyle P\circ h(H)=0\iff P(h(H))=0}
implica
{\displaystyle \mu ^{X}(h(H))=0\iff \mu ^{X}\circ h(H)=0.}
Por tanto, podemos definir la esperanza condicionada de {\displaystyle X} respecto a {\displaystyle {\mathcal {H}}} como la derivada de Radon-Nikodym de la medida {\displaystyle \mu ^{X}|_{\mathcal {H}}} respecto a {\displaystyle P|_{\mathcal {H}}} en {\displaystyle (\Omega ,{\mathcal {H}})}, es decir,
{\displaystyle \operatorname {E} (X\mid {\mathcal {H}}):={\frac {\mathrm {d} \mu ^{X}|_{\mathcal {H}}}{\mathrm {d} P|_{\mathcal {H}}}}={\frac {\mathrm {d} (\mu ^{X}\circ h)}{\mathrm {d} (P\circ h)}},}
que claramente satisface la definición de esperanza condicionada introducida anteriormente.